# Репата жаба
Репата жаба (лат. Ascaphus montanus) припада фамилији репатих жаба (Ascaphidae). Мужјаци имају спољашњи продужетак клоаке (реп) у коју се изливају мокраћни и полни канали и који служи као копулаторни орган, за оплођење. Тиме је омогућено унутрашње оплођење у брзим потоцима. Копулаторни орган је контролисан мишићем m. caudalipuboischiotibialis који међу жабама постоји само у овој фамилији. Пуноглавцима је потребно просечно до 3 године за преображај, док је за достизање полне зрелости потребно 7 до 8 година.
Поседује неке примитивне особине као што су присуство слободног ребра, амфицелни пршљенови и m. caudalipuboischiotibialis. Због тога се род Ascaphus заједно са родом Leiopelma сврставао у заједничку групу Ампхицоела. Међутим, у скорије време се ова група дели на две мање Ascaphidae и Leiopelmatidae.